# Baby Assassins
Baby Assassins (japonès: ベイビーわるきゅーれ) és una pel·lícula japonesa dirigida per Yugo Sakamoto estrenada el 30 de juliol de 2021. S'ha doblat i subtitulat al català.
Una seqüela, titulada Baby Assassins: 2 Babies, es va publicar el 24 de març de 2023.

## Sinopsi
La Chisato i la Mahilo estan a punt de graduar-se, però no són dues alumnes corrents. En realitat, es guanyen la vida com a assassines. L'associació per a la que treballen ordena que comparteixin habitació.